# Knight Rider (jeu vidéo, 1988)
 (mai 2025).
Knight Rider est un jeu vidéo de course automobile, s'inspirant de la série télévisée K 2000, développé et édité par l'entreprise japonaise Pack-In-Video en 1988 sur la console de salon Nintendo NES.

## Système de jeu
Le joueur contrôle la voiture robotique KITT avec une vue sur son tableau de bord. Le gameplay est similaire au jeu Out Run de 1986 avec des armes en plus. 
Des terroristes ont attaqué un site militaire américain ; seul un homme et sa voiture robotique peuvent les chasser à travers les États-Unis pour arrêter leur plan diabolique. Une limite de temps permet de mettre la pression sur le joueur alors qu'il tente de vaincre les forces terroristes. Il y a quinze villes/missions qui sont présentées, en commençant par San Francisco et en terminant par Los Angeles. KITT peut être amélioré avec plus de capacités en carburant, en bouclier et en vitesse de pointe. Il peut également voir amélioré le nombre de lasers/missiles embarqué. Dans les six premières missions, il y a des alliés, représentés par des camions Knight qui donnent un bonus. Il existe trois types de véhicules dans ce mode : rouge (ennemis), bleu (civils) et jaune (ennemis qui transportent des bonus). KITT a un blindage structurel prétendu indestructible; cependant, le véhicule est considéré comme détruit s'il s'écrase à plusieurs reprises ou si les tirs ennemis épuisent le blindage. 
Malgré la prémisse non violente de la série télévisée, le "Mission Mode" utilise des armes à feu comme moyen d'améliorer le jeu. Tirer sur des véhicules non combattants (bleus) déduit du chronomètre, ce qui rend la fin d'un niveau plus difficile. Toutes les 3 missions finies, Devon offrira au joueur un mot de passe qui pourra être utilisé pour reprendre le voyage à partir de ce point. Il existe également un "Drive Mode" qui permet aux joueurs de parcourir simplement les étapes du jeu sans armes ni tirs ennemis.